# RY Волопаса
RY Волопаса (лат. RY Boötis), HD 130818 — одиночная звезда в созвездии Волопаса на расстоянии приблизительно 166 световых лет (около 50,8 парсеков) от Солнца. Видимая звёздная величина звезды — от +7,16m до +7,12m.

## Характеристики
RY Волопаса — жёлто-белая звезда спектрального класса F5III-IV, или F6III-IV, или F6IV, или F5, или F4. Масса — около 1,3 солнечной, радиус — около 1,34 солнечного, светимость — около 2,972 солнечных. Эффективная температура — около 6433 K. Ранее считалась переменной звездой, но дальнейшие наблюдения переменности не подтвердили.

## Планетная система
В 2019 году учёными, анализирующими данные проектов HIPPARCOS и Gaia, у звезды обнаружена планета.